# Phyllomys unicolor
Phyllomys unicolor és una espècie de mamífer rosegador de la família de les rates espinoses. És endèmica de l'estat de Bahia (Brasil). Durant molt de temps, aquesta espècie fou coneguda a partir d'un únic exemplar trobat al segle xix, fins que una expedició en trobà un segon exemplar a principi del segle xxi. Se sap molt poca cosa sobre el seu hàbitat i la seva història natural. Viu en boscos perennifolis de frondoses a altituds baixes. Està amenaçada per la desforestació. El seu nom específic, unicolor, significa ‘unicolor’ en llatí.